# Français de Nouvelle-Calédonie
 (juillet 2018).
 (juillet 2011).
Si vous disposez d'ouvrages ou d'articles de référence ou si vous connaissez des sites web de qualité traitant du thème abordé ici, merci de compléter l'article en donnant les références utiles à sa vérifiabilité et en les liant à la section « Notes et références ».
Le français de Nouvelle-Calédonie, ou parler calédonien ou français caldoche, diffère du français de France ou de la métropole aussi bien par son accent que par ses emprunts aux différentes langues parlées dans la société néo-calédonienne. Ses caractéristiques tiennent ses influences du français (celui des colons, des fonctionnaires civils et militaires, des bagnards ou forçats, des déportés politiques, de droit commun et des communards, souvent imagé et parfois grossier, considéré aujourd'hui comme vulgaire, mais qui constitue la base du parler néo-calédonien), des vingt-huit langues vernaculaires kanak, du tahitien, du wallisien, du javanais, du vietnamien, du bichelamar (langue du Vanuatu) et de l'influence anglo-saxonne.

## Situation sociolinguistique
La langue française est l'unique langue officielle de la Nouvelle-Calédonie, tout comme des îles Wallis-et-Futuna et de la Polynésie française.
Les Caldoches, qui représentent environ le tiers de la population totale du territoire (34,1 % en 1998), parlent comme langue maternelle une variante de français différente de celle des Français venant de Métropole et installés temporairement en Nouvelle-Calédonie.
Quant aux ethnies mélanésiennes du territoire, les Kanaks (44,1 % en 1998), elles parlent plusieurs langues vernaculaires maternelles autochtones selon la région, mais elles utilisent le français de Nouvelle-Calédonie et de la Métropole comme langue véhiculaire entre elles, et pour communiquer avec les Calédoniens « blancs » et autres ethnies vivant sur l'archipel. Les jeunes mélanésiens utilisent de plus en plus fréquemment le français comme langue d'usage quotidienne au détriment des langues kanak, qui subissent une certaine attritition.
L'utilisation du français de Nouvelle-Calédonie dans les populations blanches, métis, mélanésiennes et autres est assez proche de celle de l'emploi de l'anglais en Australie et en Nouvelle-Zélande chez les habitants blancs ou aborigènes ou maori de ces pays proches (le français de Nouvelle-Calédonie est à la langue française ce que l'anglais australien et l'anglais néo-zélandais et autres territoires océaniens appartenant au Commonwealth est à la langue anglaise).

## Histoire et influences

### Français métropolitain
La langue française arrive en Nouvelle-Calédonie en 1853 avec les missionnaires français, puis la colonisation et les prisonniers envoyés au bagne.
Tout comme l'Australie, la Nouvelle-Calédonie a connu un peuplement de bagnards, de déportés et de fonctionnaires civils et militaires de la Métropole et d'Afrique du Nord au XIXe siècle : l'influence de ce peuplement se retrouve dans la langue d'aujourd'hui, dans plusieurs mots et expressions, et autres emprunts (même type d'influence lexicale pour l'anglais australien).
Les spécificités lexicales du français de Nouvelle-Calédonie peuvent être des mots étrangers ou bien des mots français mais qui sont très peu utilisés par les métropolitains ou d'une autre façon (exemple : « vieille » désigne « femme »). En réalité, de nombreuses expressions de ce "parler" ne sont pas spécifiques à la Nouvelle-Calédonie, mais y trouve un usage prépondérant dans certaines situations[réf. nécessaire].

### Anglais
Une partie des colons installés au XIXe siècle étaient d'origine anglo-saxonne (ayant transité par l'Australie, comme l'atteste la présence de familles aux patronymes d'origine britannique comme les Martin, à prononcer /maʁ.tin/, ou les Daly, qui se prononce /deɪ.li/). En 1860, « on parlait autant anglais que français à Port-de-France – le futur Nouméa », la ville est presque bilingue. Les journaux publient fréquemment des annonces en anglais, de nombreux échanges économiques ont lieu dans cette langue. En conséquence, l'influence de l'anglais est demeurée forte. 
La présence des Américains, lors de la Seconde Guerre mondiale (mars 1942-septembre 1945), a apporté quelques prononciations et mots anglais (exemples : « bus » se prononce « beusse »; « coaltar » pour le bitume; ta-ta ou tata qui est un mot enfantin anglais pour dire au revoir, apparu en Angleterre en 1837[réf. nécessaire]). En 1953, O'Reilly note que « le vocabulaire des éleveurs australiens s'est imposé à la Calédonie et y est actuellement encore vivant », mais précise que de nombreux mots anglais ont disparu en français à l'époque.
D'autres termes usités en Nouvelle-Calédonie proviennent du pidgin English, une langue véhiculaire de contact basée sur l'anglais, utilisée au début de la colonisation entre les différentes populations autochtones et immigrées, par exemple kaï-kaï (manger, repas), pikinnini (petit enfant).

### Langues kanak
Il y a aussi des mots provenant des langues kanak, dont le plus connu est yossi du drehu, la langue vernaculaire de l'île de Lifou (une des îles Loyauté).

### Autres langues d'Océanie
Enfin, le parler calédonien a aussi intégré des expressions et façons de parler venues d'autres langues de la région Asie-Pacifique, notamment du tahitien (comme nana pour dire au-revoir ou réré qui désigne un travesti d'origine tahitienne) ou du wallisien.

## Prononciation
Les sons an se transforment généralement en ôn[Quoi ?] et, inversement, les sons on en ân. 
La tonalité subit un allongement phonétique, les a, les o, les an ont une tonalité basse, allongée, légèrement gouailleuse[Quoi ?],[réf. nécessaire].
Le parler néo-calédonien est avant constitué par ses caractéristiques phonétiques et phonologique, et est lié à une culture « caldoche » qui a tendance à se perdre surtout à Nouméa. En brousse, il est encore bien marqué[réf. nécessaire].

## Expressions
- À bloc : Les Calédoniens disent à bloc de quelque chose pour indiquer une quantité importante. « Y avait à bloc de gadins (cerfs) dans les brousses ! » (« Il y avait plein de cerfs dans les brousses »).

- Ahou, awou : Exclamation admirative ou soulignant le caractère exceptionnellement fort d'un évènement. D'origine mélanésienne. « Ahou toi pète un coup l'apéro ! » (« Allez, sers-nous l'apéro ») ou « Ahou fin colère moi quand j'ai astiqué les gôsses ! » (« Eh ben, j'étais énervé quand j'ai frappé les enfants »). Peut aussi exprimer la pitié ou la compassion : "Awouu, trop triste ton histoire" ou encore : "Awou, mais laisse, je vais faire la vaisselle, va t'allonger"[réf. nécessaire].

- Ahoua, awa : Contrairement à une idée répandue, cette expression vient de l'arabe "vraiment !?" et probablement introduite par les insurgés kabyles transportés au XIXe siècle[réf. nécessaire], et non d'une adaptation de "Ah ouais !?". Elle était très employée par tous les Calédoniens pour exprimer la négation ou l'incrédulité, l'étonnement, aussi utilisée dans le même sens que « ah ouais ?, pas possible ? ah bon ? », mais tend à tomber progressivement en désuétude.

- Allaize ! : Au revoir. Au téléphone : « ok, bân vous avez rendez-vous le tant, à telle heure hein ? ok ? allez ! » Il existe de multiples façons de dire au revoir en calédonien : « babaille, tata, nana… ». Ou encore « TAL TOUL..». Allez ! en est une.

- Assurer : Souvent vu dans la phrase « Mais aaasssuuuuure toi.... » équivalent à « me lâche pas sur ce coup-là ».

- Astiquer : Corriger ou réprimander (quelqu'un), ou dans le sens de « taquiner » quelque chose. Exemple: astiquer un cerf à coup de cartouches (chasser), astiquer la bouteille carrée (prendre l'apéro en forçant un peu), astiquer les gosses s'ils font trop de bruit. Pour une personne, se faire astiquer revient à se faire battre ou corriger. S'utilise aussi pour motiver « Allez ! Astique à fond !!! »

- Baby-car : Transport en commun, assez ancien, synonyme de « beusse » ou de « car ». « Le baby-car viendra vous chercher à 8h00. »

- Babylone : Babylone! est une interjection utilisée surtout par les mélanésiens pour exprimer surprise, contrariété, frayeur ou admiration.

- Baille : La mer. « Je vais à la baille. »

- Bambounière : Bosquet de bambous ou bambouseraie [6]

- Bande (La~) : « Hé la bande, il est bon ou quoi ? ». Salut tout le monde, comment ça va ?

- Baraques : Trouve son sens dans l'histoire ; sont appelées baraques, les snacks ambulants que l'on trouve partout, indique souvent ceux du Quartier Latin, où l'on vendait (et on en trouve encore, mais elles tombent en désuétude) surtout du bami, porc au sucre, ... : « On va aux baraques. »

- Barrer : S'en aller, partir. « oh tu barres où là hein ? ». Se dit aussi barrer en couille : décrépitude, perdre le bon sens ou la raison.

- Bastringue : Bruit. « Quel bastringue ! »

- Baver la canne : Terme imagé, "canne" signifiant "pénis" . Cette expression signifie "dire n'importe quoi", "délirer". "Bave pas la canne" est l'équivalent de "Ne dis pas n'importe quoi". Exemple : "Tu connais que Dédé il a tué 5 gadins ce matin" (Tu sais que Dédé a tué 5 cerfs ce matin) "Ah l'ônculé, bave pas la canne" (Ne dis pas n'importe quoi)

- Ben (~c'est ça, ~alors, ~là, ~tiens) : Exemple : « t'aimes le riz ? » « ben alors ! » « ben ça ! ». Vient aussi en réponse d'une affirmation : « tu connais que le boulanger de l'Anse Vata il est fin bân mais il ouvre taaard ! » « ben c'est ça ! » ou « ben c'est ça aussi ! » (« Tu vois, le boulanger de l'Anse Vata est excellent mais il ouvre tard », « C'est vrai! »). Sert à renforcer le propos.

- Bétail : Brutal, c'est une brute. Bâcler quelque chose : « boulot d'bétail ! ». « Le dernier bétail j'lai traité quand il m'a dépassé par la droite ». Désigne aussi le troupeau (de bovins, en général).

- Bétonneuse : Bétonnière. « La bétonneuse est en panne. »

- Beusse : Autobus, synonyme de « Baby-car » ou « car ». « Je vais prendre le beusse. »

- Biquette : Chèvre. « C'est une jeune biquette. »

- Bleu : La couleur Bleu est souvent utilisée pour exprimer une très grande quantité ou une grande intensité. Par exemple. « C'est bleu de poissons sur la patate. » « Il a eu une pânse bleue »

- Bois : Branche. « J'ai ramassé un bois. »

- Bon : Prononcer bân. Signifie « Ça va ? ». On le retrouve dans « Il est bon ? » souvent « Il est bon ou quoi ? », « Oh Marcel…il est bân ou quoi ? » « Yes il est bân ! »). C'est aussi une autre façon de dire bonjour. C'est comme demander en une fois si la famille/les amis/le boulot/les enfants, etc. ... l'ensemble, globalement, « Il est bon ou quoi ? ».

- Bosse : Colline. « J'ai monté la bosse. »

- Boucan : « Magie Noire » locale. Un boucan peut avoir des formes diverses, mais le but du boucan sera toujours le même : nuire à la personne visée. Il peut être représenté (entre autres) par un ensemble de petites branches et de feuilles liées ensemble, avec toujours « d'autres choses », secrètes, rendant l'objet « maléfique ». On dira de quelqu'un victime d'un boucan qu'il est « emboucané ». Par dérivé, si quelqu'un a trop de chance (dans une situation, un jeu quelconque) on dira avec un petit sourire en coin : « Il joue avec les feuilles le copain... ».

- Bouffer la gueule (se) : Cette expression, qui signifie embrasser passionnément (plus familièrement « Rouler une pelle ») , a perdu de son caractère grossier. Utilisé lorsque l'on voit des gens s'embrasser avec fougue dans la rue, ou dans des lieux publics « Allez… Bouffe la gueule ! ».

- Boulette : Avoir la boulette. Être plein d'énergie. « Oh ! Boulette ou quoi ? ». Ça va ? T'as la forme ?.

- Bourrer : Baiser (faire l'amour). « J'ai bourré ma femme. » Aussi insulte généralement affectueuse : « Bourre-le ».

- Bouteille carrée : Expression très utilisée pour désigner le whisky. Vient d'une marque célèbre d'Écosse (Johnny Walker) qui vend cet alcool dans une bouteille carrée. La bouteille carrée est aussi récupérée pour conserver l'eau au réfrigérateur. Récipient également apprécié des apiculteurs locaux pour y présenter leur miel.

- Broussard : Calédoniens vivant ou ayant leur activité principale « en brousse » ou encore « dans l'Nord » (qui ne désigne pas forcément la Province Nord à proprement parler, d'ailleurs, puisqu'on en parle parfois au sujet de communes et propriétés situées en Province Sud), à comprendre comme l'ensemble de la Grande Terre, et plus particulièrement sa côte ouest, en dehors de Nouméa et de sa banlieue. Le terme « broussard » est la plupart du temps assimilé au monde rural et campagnard calédonien. Souvent éleveur, pêcheur, cultivateur, ou entrepreneur dans un secteur donné, les broussards sont attachés aux valeurs sûres de la vie calédonienne : la famille, les amis, les « coups de fêtes », « coups de chasse », « coups de pêche » sont leur lot quotidien et ce sur quoi ils fondent toute leur façon de vivre. Personnage au parler franc, au « sang chaud », qui, s'il peut parfois travailler « à la ville » (Nouméa en général, ou tout autre village) passe une grande partie de sa vie « sur la propriété ». S'oppose à "ceux de la ville".

- Brousse : Désigne toutes végétations un peu denses et par extension tout lieu non urbain, puis tout lieu hors du Grand Nouméa. « Il vient de la brousse. »

- Ça de wizz : (Prononcé « Sadéwizz »). Exprime l'admiration ou la  satisfaction : « Hé, la vieille, tu nous pètes l'apéro… ça de wizz ! ». C'est un équivalent de « C'est ça ké bon ».

- Car : Dérivé de « Baby-car », synonyme de « beusse », désigne les autobus. « Pour aller à Riverstar, tu prônds le car à Montravel. »

- Casse pas la tête : Très employé. Ne t'en fais pas, pas de problème. Ou ne te prends pas la tête pour ça.

- Catoune : Onomatopée signifiant la surprise. « Catoune ! »

- Ceb dem tal : Obtenu par contraction de : « C'est bon demain ta l'heure »[7], elle-même réunion de plusieurs expressions calédoniennes : « C'est bon », « Demain » (pour « À demain » souvent utilisé pour dire au-revoir même si on ne se revoit pas forcément le lendemain), « T'à l'heure » (vaut pour « À plus tard » ou « À bientôt »). Ceb dem tal est donc l'une des expressions utilisées pour se dire au-revoir, surtout utilisées par une population (très) jeune.

- C'est ça aussi : Marque l'approbation, équivalent de "net".

- Chier : Mourir (utilisé dans une menace). « Va chier ! » c'est-à-dire « Va crever ! » ou " tu vas chier taleur ! ". Ou bien être amoureux de quelqu'un "Hé la bande paraît que Kevin il est chier après Morgane"

- Choc : Très employé chez les jeunes en Nouvelle-Calédonie comme dans l'expression « c'est choc » voire  « fin choc ! » est équivalent à « c'est super », « c'est terrible ».

- Chouchoute : Désigne un légume, la chayotte, aussi désigné ainsi en Polynésie française. Pour les Réunionnais, une chayotte est un chouchou car une chouchoute désigne le sexe féminin, tandis que le légume est appelé christophine aux Antilles françaises.

- Chouchoute (planter une) : Donner un coup de poing. « Il lui a planté une chouchoute ».

- Claquer : On claque beaucoup en Calédonie, on « pète » aussi l'expression est similaire. Claquer un coup de pêche, un coup de fête, un coup de chasse. On peut même claquer une photo ou un gros sourire !

- Claquettes : Désignent les tongs, chaussures aérées très répandues et portées en Nouvelle-Calédonie, que ce soit en ville ou en brousse, et dans toutes les communautés. Le fait d'appeler des claquettes des tongs est souvent le premier moyen utilisé pour repérer un Zoreil. On disait autrefois souvent claquettes japonaises, car elles étaient censées être fabriquées au Japon ou portées par les japonais, mais on n'utilise plus aujourd'hui ce terme. En France métropolitaine les claquettes désignent un autre type de chaussure. Expression populaire : "Aouh, j'ai largué mes claquettes à Tyé "(Peut être remplacé par un autre lieu). Expression souvent prise dans le ton de la plaisanterie, utilisée pour indiquer qu'une personne du sexe opposé a vécu de façon réelle ou non un flirt avec une personne de ce même lieu.

- Coco : Fruit du cocotier. Mais également expression traduisant la surprise. Il doit, avant d'être prononcé, être précédé d'un ravalement de salive bruyant marquant l'étonnement. " Srrrrr, COCO ! ". Dérivé : Cocoro.

- Colère : En Calédonien, on ne dit pas je suis en colère. On dit je suis colère ou fin colère.

- Connaître : « Tu connais que ». Equivalent hexagonal de « tu sais ou tu savais que ». Joue un rôle de démarcatif ou marque une insistance vis-à-vis de ce qui va être énoncé dans la phrase enchâssée : « tu connais qu'c'est un costaud le mec ! »

- Couille : En Calédonie, une couille est un ami, notamment une vieille couille est un vieux copain. « alors ….ma couille » ou « oh…ma vieille couille », c'est très affectueux. On peut aussi dire « se retrouver les couilles à la main »[réf. nécessaire] pour exprimer le fait d'avoir perdu quelque chose. Se dit aussi quand il y a un problème ; on emploie souvent l'expression « là y'a une couille dans le manou ! » (équivalent hexagonal d'une « couille dans le potage »).

- Coup de … : Le terme coup de … est employé pour la plupart des sorties de pêche ou de chasse, ou pour les fêtes. « Alooorrss on s'le claque (pète) ce coup de chasse ? », « y'a un coup de fête bleue samedi »

- Cousin : Employé dans le cadre dépassant la famille pour un ami, un familier. Peut s'abréger en kouz : "Hé cous (se lit:couz) on bouge (on part)?". Utilisé aussi au pluriel par les caldoches pour désigner les Mélanésiens, avec une connotation mi-ironique, mi-affectueuse, en rappel de la communauté d'intérêts des habitants du Territoire (tribu), voire des liens familiaux souvent plus nombreux qu'il semblerait au départ.

- Coutume : Ensemble de gestes et cérémonies (échanges de présents, etc.) accomplis à l'occasion d'un événement survenant dans la communauté : arrivée d'un étranger, mariage, deuil… Faire la coutume revient à partager, à faire un échange, c'est un us mélanésien, au départ. « J'ai amené les chezz balls pour l'apéro c'est coutume ! » « Tu prêtes ton tee shirt ? on fait coutume, je te passe le mien. »

- Creek : Mot d'origine anglo-saxonne : ruisseau, rivière. Tous les ruisseaux sont des creeks en Calédonie.

- Damer : Taper sur quelqu'un, lui damer la gueule ! On l'emploie aussi dans la notion de quantité « Ce matin y'avait damé de woitures au péage … lôngin j'ai cru que j'allais claquer un coup de colère toute seule ! ».Ou bien dans une bagarre "Vas-y dame sa gueule !"

- Dayé : Expression utilisée par les gens de l'extrême Nord (Mes bows à cause de leur couz dol) quand ils sont choqués ou surpris.

- Double cabine : Tend à disparaître. « oh tu l'as déjà descendu ta double cabine ? ben lôngin elle enwoye la fille ! ». Se dit d'une grande boite hygiénique de bière de contenu double de la boîte standard. Veut aussi dire 4×4 pick-up comportant une cabine à 4 places.

- Double-narine : Fusil à double canon. « Il a pété un oiseau avec son double-narine ! »

- Dire : Exprime un agacement vis-à-vis d'un allocutaire hésitant à dire ce qu'il voudrait dire (tournant autour du pot), parlant par énigme ou s'expliquant mal. Par exemple « oh je comprends rien à ce que tu racontes ! Dis bien ! ». S'utilise aussi quand on pose une question par exemple : « alors tu veux mônger quoi, de quoi t'as envie ce soir, dis bien ! ».

- Dixe : diks : disque (plus simple à prononcer) : « C'est le dixe des auditeurs. »

- Douille : Engueulade ou raclée « Il s'est pris une de ces douilles ! ». Exprime aussi une quantité "Les prix ils douilles !" signifie : "Les prix sont très élevés !"

- Empété (l') : Insulte, équivalent de « salaud ». « L'empété, il a bourré ma femme, si je l'attrape il va chier » (« Le salaud, il a couché avec ma femme, si je l'attrape il va en chier »). Prononcer avec la fermeture vocalique typique du français calédonien encore plus nettement (L'Ômpété) il peut aussi servir d'interjection pour marquer l'étonnement, comme l'ôngin.

- Envoyer : « Ca enwoye [envouaye] du gros … ben ça va enwoyer de l'air ! » : c'est fort, c'est corsé, c'est super. Équivalent de « ça va le faire ».

- Faré : Mot tahitien (falé en wallisien) : maison légère en matériaux végétaux, toute habitation secondaire de week-end, en bord de mer, ou petite case au bord des piscines.

- Feinte, feinter : Blaguer. Un mensonge malin : « j'tai feinté là hein ? ». Signifie aussi comme en Métropole, éviter, piéger quelqu'un. « Je t'ai bien eu là hein ? ».

- Fin : Adverbe. Même sens qu'en métropole mais l'emploi est généralisé à de très nombreuses situations dans le sens de "très", "complètement". Fin colère, fin content, fin pété, fin plein, fin grand……fin joulie.

- Fiu : En tahitien, signifie fatigué, lassé. « Allez, je rentre là, j'suis fiu ! » ou "fièè" pour marquer la fatigue, le ras le bol, le  trop : " Il m'énerve celui-là, fièèèè ! "

- Frônce : Orthographe nouvelle du nom France. Expression inventée par Bernard Berger[réf. nécessaire] pour traduire la phonétique calédonienne où les sons en ou an se prononcent comme le son on. Cette orthographe est employée par plaisanterie dans les correspondances de Calédoniens notamment quand ils écrivent à des Français.

- Gad : Abréviation de "regarde" . « Hé gad lui comment il parle mal ! ».

- Gadin : Se dit du cerf. Si vous dites cerf prononcez toujours le "f". Viendrait du wallon gade (chèvre).

- Gamelle : Ensemble de récipient emboîtés (en général 3 récipients) et dans lesquels les Calédoniens transportent ou se font livrer, leur déjeuner préparé par un traiteur spécialisé (« service de gamelles »). La gamelle désigne aussi bien le contenant, le contenu que le service de traiteur. Par extension, désigne le repas en général.

- Glaçon : Glace à l'eau.

- Jamais : En Calédonie jamais est souvent placé en tête de la phrase et non à la fin. « Jamais il viendra ». L'adverbe ne indiquant la négation est rarement utilisé. Aussi : jamais il va partir, jamais il voudra. On peut aussi l'utiliser à la place du non. Se perd un peu.

- Jamais fini cassé : En référence au slogan d'une publicité pour un chauffe-eau solaire des années 1990, signifie quelque chose ou une personne d'indestructible, en pleine forme.

- Kaillafou ou kaya fou : Personne à la dégaine et tenue rasta ou hippie, sens dérivé de médiocre et expression d'origine mélanésienne. Quand le jardin des voisins est en vrac on dit : « oh c'est kayafou chez lui ! ». Peut signifier aussi une action ou une chose réalisée de manière brouillonne, sans véritable méthode.

- Kakoune : « Il lui a mis un kakoune. » Un coup (de poing en général, mais pas forcément) de toutes ses forces. À partir du moment où il est question de cogner comme un sourd, on parle de « kakoune ». On peut mixer avec kayafou : « Il lui a mis plein de kakoune mais, kayafou quoi » (Il l'a roué de coup comme un dingue).

- Kalolo : C'est bon ! Valab' ! Excellent ! Mot d'origine mélanésienne. Kalolo vient du nom polynésien de Hawai'i du nom PAKALOLO (herbe, cannabis...) donc qui veut dire "trop bon, magnifique, pas de problème, excellent..."

- Kolode : Montre une émotion de surprise, « Kolode! Trop net que tu sois là! » ( Incroyable! Je suis ravie que tu sois là ! )

- Kraft : Vient de la marque américaine Kraft Foods et donc de produits laitiers produits par celles-ci (fromages ou mayonnaises), importés depuis l'Australie et consommés par les Calédoniens depuis des décennies. Aussi important que le riz ou le soyo. Est particulièrement prisé le fromage en pâte kraft conditionné dans des verres à boire, comme la moutarde en France et qui est consommé le matin avec des biscuits (sao), de la confiture et/ou de la vegemite. La mayonnaise blanche Kraft (mayo Kraft) est souvent préférée aux mayonnaises françaises voire à la vraie mayonnaise. Il s'agit d'un produit alimentaire de consommation courante pour les Calédoniens.

- Laiss'taleur : « Ha non laisse, je vais faire ça tout à l'heure ». Même idée que « Laisse tomber », mais avec du dépit, du découragement en plus. Exemple : les travaux viennent de finir, tout le monde rentre chez soi, fatigué, et ... on a oublié des outils sur le chantier. « Haaaa lôn-giiiiin... pffff... laiss'taleur, j'irai demain. »

- Live : « Etre en live » : être complètement détruit par la fatigue (par exemple). « Barrer en live », « Partir en live » : partir en sucette, faire un bad trip. « On a repeint toute la maison. Pouha je suis en live... ».

- Malélevés : Dire des obscénités ou en être acteur « Tu fais rien que dire des malélevés ! » « Y'a ga eux ils font malélevé »   (marche aussi avec « malévèze ». Plus caricatural par contre).

- Mam : Diminutif de maman, vient vraisemblablement de l'anglo-saxon mum et mummy. Dad n'est pas employé. Se dit aussi d'une amie âgée un peu maternelle : « elle fait sa mam ! ».

- Manou : Paréo. Le mot est d'origine calédonienne[5], mais est également usité à Wallis-et-Futuna. Ce tissu est utilisé en pagne ou comme tenue décontractée à la maison ou sur la plage. On retrouve ce terme dans l'expression : « y'a une couille dans le manou » (y'a comme un problème...) ou « Il a rien dans le manou ! » (il a rien dans le ventre).

- Marcher avec la Lune : Être lunatique, soupe au lait. Changer d'humeur de façon inattendue. « J'ai rien compris à sa feinte là. Il marche vraiment avec la Lune en ce moment. ».

- Matériel médical : Exclamation qui traduit l'étonnement, la surprise, face à quelque chose d'inattendu. Majoritairement employé pour s'émerveiller devant une jolie créature tatouée, il est couramment entré dans le vocabulaire des Calédoniens, sous sa forme originale et sous la forme de variantes (cf.Coco). Cette émotion peut également être traduite par des prénoms : Mireille, Mathias  etc. [réf. nécessaire]

- Mobilis : Nom de l'unique réseau GSM de Nouvelle-Calédonie, aussi employé comme nom commun pour désigner un téléphone portable (t'as pas vu mon mobilis ?). Utilisé principalement comme exclamation traduisant l'étonnement (Et mobilis ! 'gade mon con, s'est bourré la gueule !), il peut être aussi employé, accompagné d'un signe de la main, pour mettre fin à une conversation ennuyeuse, voire énervante ("Oui mais je ne comprends pas que ce soit aussi cher en Calédonie, en France c'est moins cher les yaourts..." - "Et shhh mobilis !!!"

- Moluque : Désigne le merle des Moluques, oiseau introduit en 1874 des îles Moluques dans le but de lutter contre les sauterelles. Cet oiseau est en réalité un martin triste (Acridotheres tristis).

- Mouiller : Le mot « mouiller » a bien sûr le même sens qu'en français, mais il veut aussi dire frapper, donner un coup. On pourra entendre quelqu'un dire : « Il a mouillé un coup de poing mais... kakoune quoi ! ». Il lui a donné un coup de poing fort. Il peut servir aussi d'encouragement, notamment lors d'un effort physique, comme équivalent en quelque sorte de « ho! hisse! », ou encore dans le sens de donner, de servir ou de faire quelque chose plus vite : « Allez, mouille ! »

- Moyen : Moyen ? Y a moyen ? Y'a moyen faire ?! Est-ce possible ?, peut-on le faire ?. « J'aimerais emprunter ta woiture ? moyen faire ? ». En créole de Saint-Louis « monya » signifie pouvoir. On dit aussi « Moyen monter dans le bus ? » signifie « puis-je monter dans le bus ? » Pour bus prononcez beusse.

- Nana ou tata : Au revoir. Tata ou ta-ta est d'origine anglaise, mot enfantin apparu au XIXe siècle pour désigner le geste de la main servant à saluer selon le Oxford English Dictionary et répandu dans la plupart des pays anglo-saxons, notamment en Australie et Nouvelle-Zélande, mais aussi dans d'autres pays francophones : au Vanuatu (ancien condominium franco-britannique) il s'agit même du mot bichelamar pour dire au-revoir, ce terme est aussi utilisé dans le même sens dans le Français québécois. Nana vient du tahitien qui, lui, n'utilise pas tata (tata étant un réré : homosexuel). En Français calédonien on ne dit pas au revoir ! On dit tata ou nana ou babaille pour bye bye ou Allez !

- Net : « Net! » : c'est clair, tout à fait. Souligne le fait qu'on est complètement d'accord avec son interlocuteur. « Franchement, là il exagère le copain ». « Ha ben net ! » "C'est net Alain il vient taleur! "

- Oleti : Mot drehu (langue kanak de Lifou) pour dire « merci », repris par les autres communautés.

- Omaï : Mot masculin, des omaïs au pluriel. Désigne des confiseries asiatiques colorées. Les enfants de Calédonie raffolent de ces fruits séchés (prunes, mangues, papayes, citrons...), sucré-salés et vinaigrés, immangeables pour la plupart des non-initiés et des Métropolitains. Ils contiennent souvent des colorants (le plus mangé, l'omaï rouge, qui est à l'origine une prune) et on repère les gourmands à leurs doigts ou leurs lèvres rouge orangé (ou bien aussi parfois blancs).
- One-one : Expression utilisée pour défier une seule personne dans un duel sans intervention. Ex : mare monf one one?

- Ôngin (l') : Interjection très utilisée marquant la surprise, l'étonnement :  l'engin ! L'orthographe varie : L'Ôngin, Lôngin. Se prononce souvent avec un allongement phonique, transcription de la fermeture vocalique typique du français calédonien.

- Ônculé (l') : L'expression dérive de l'insulte de langage vulgaire (l'enculé), mais l'est rarement. Exprime essentiellement l'étonnement, la surprise, la déception ou au contraire la joie.
- Ouyaoué : Expression d'exclamation marquant la fatigue, l'énervement. L'équivalent de « ouh là là ». Ce n'est pas une expression calédonienne, mais wallisienne. "OI IAUE MALIA E" Peut aussi exprimer aussi la joie (de revoir une connaissance, par exemple). " Oi iaue Malie e, ne ke ha'u anafea ? Mon Dieu ou Seigneur ou autre exclamation, quand es-tu arrivé ?"

- Ou quoi : Utilisé pour renforcer l'interrogation en évoquant l'alternative à un état. « Oh ça va ou quoi ? » « Il est bân ou quoi ? » « oh tu fais koa là hein ? ». Équivalent du « ...ou pas ? » en français. « Tu viens ou quoi ? » « Ça va ou quoi ? ».

- Papillon la Lune : Une autre interjection, comme Saperlipopette. S'utilise à peu près dans les mêmes circonstances. Le terme « papillon » est aujourd'hui essentiellement utilisé seul.

- Patate : Boule de corail de quelques m².

- Patte jaune : Merle des Moluques de Nouvelle-Calédonie, ou martin triste. Voir Moluque. Il désigne par extension les habitants du village de Bourail car c'est là que cette espèce a pour la première fois été introduite.

- Payer : Equivalent du verbe "donner" ou "prêter", souvent accompagné de l'expression "un coup" qui remplace alors plus généralement la politesse. Exemple : "Et tu payes un coup tes claquettes?"

- Péter : On pète comme on claque en Calédonie. Péter un coup d'apéro, un coup de chasse, péter un cerf, on peut aussi péter un réglage.

- Pète-claquettes : Personne ennuyeuse, casse pieds. Plus élégant que pète couille.

- Petit bateau gros la cale : Cette expression vient du langage des marins. Elle signifie qu'il ne faut pas se fier aux apparences. Quelque chose qui n'en a pas l'air peut avoir des capacités insoupçonnées.

- Pia : Insulte wallisienne désignant une personne non circoncise.

- Pinailler : Peut avoir le même sens qu'en métropole, mais est beaucoup plus utilisé, et de manière étendue. « Tu pinailles là » signifie « tu déconnes là ». « Arrête de pinailler » pour « arrête de déconner ». « pas de pinaillage »

- Poca : Cochon, vient du pidgin. Prononcez côchân.

- Pochon : Terme régional utilisé dans certaines régions de l'ouest de la France. Synonyme de sac en plastique. Il s'est imposé en Nouvelle-Calédonie dans les supermarchés. Prononcez pôchân.

- Poken : Désigne les Australiens (ou les Néo-Zélandais) la plupart du temps. L'Australie étant à deux heures à peine d'avion, les « pokens » font un peu partie du décor. Ils viennent par vague pour les vacances lors d'une escale d'une croisière quelconque. L'origine du mot viendrait de l'expression « English spoken » qu'on peut encore trouver dans les snack-cafés les plus anciens.

- Qualité : Parfois prononcé « qualitèche ». Exprime une réaction positive, d'admiration ou de satisfaction. Comme « fin valab' ». Quand on prend l'apéro sur la terrasse, on pousse un soupir et on dit : « qualitèche ! hein ? ».

- Quoi ça ! : Marque la surprise, l'étonnement.

- Quat' fois la lune : En réponse à un mensonge, un fait impossible ou face à une vantardise. Marque le fait qu'on ne croit pas à ce qu'on vient d'entendre.

- Réré ou rae-rae : Mot d'origine polynésienne désignant des homosexuels, et plus particulièrement des personnes trans et essentiellement d'origines polynésiennes eux-mêmes. Ce terme peut être employé de manière péjorative mais ne l'est pas à l'origine.

- Sao : Biscuits salés de type crackers de la marque Arnott's importés d'Australie depuis au moins 50 ans. Tous les enfants calédoniens ont été élevés au sao. Surtout au goûter et le matin. Une expression calédonienne : « deux collés au beurre trois pétés dans le bol ». Outre le Sao, d'autres produits de la gamme Arnott's sont très répandus en Nouvelle-Calédonie, et en général plus que ceux de marques françaises, comme les Tim Tam (biscuits au chocolat) ou encore les Scotch fingers (petit beurre épais pouvant être facilement coupé en deux).

- Shakance : C’est la shakance !

- Sicole : (voir Chouchoute).

- Souque : Ordre donné au chien de ramener le bétail ou d'attaquer.

- Station : Nom d'une propriété agricole, généralement pratiquant l'élevage extensif, appartenant à des « Broussards ». Le terme vient d'Australie. Peut-être vu comme l'équivalent, dans d'autres régions, des mas provençaux, des haciendas hispaniques ou des ranchs américains.

- Stock-man : Désigne essentiellement les éleveurs ou les garçons de ferme chargés de mener le bétail, généralement à cheval. Le stock-man constitue souvent l'archétype du « broussard » et est souvent comparé aux cow-boys américains. Comme ces derniers, il porte souvent le stetson ou des chapeaux assimilés ainsi que le fouet.

- Tata : Au revoir, à bientôt, à demain, à tout à l'heure, salut.

- Tal : À tout à l'heure. Né de la contraction "taleur" qui s'est par la suite réduite à "tal" par apocope au grand plaisir des plus feignants. Il s'utilise, tout comme "tata", pour évoquer des retrouvailles prochaines, qu'elles soient dans l'heure, la journée ou très bientôt. La notion du temps est très abstraite dans le langage calédonien. On peut très bien dire "taleur" lorsque l'on va se revoir dans plusieurs jours.

- Tal toul : Équivalent du "tal", "taleur", "tata", "demain", "allez" : Au revoir. Il s'agit d'une contraction de "À tout à l'heure", avec apocope, inversion sous une forme de verlan, et transformation du "tout" en "toul" pour le faire rimer avec la contraction "tal". Expression apparue, comme le "tal", relativement récemment (dans les années 2000), il s'est répandu pour devenir l'une des locutions de départ les plus utilisées. Comme pour le "tal", "taleur", "demain", il n'implique pas que la personne qui l'emploie a réellement prévu de retrouver son interlocuteur "tout à l'heure", mais est à rapprocher d'un « à bientôt » ou « à plus ». Plusieurs expressions dérivent de l'emploi de cette locution : « Tal toul, ma poule », par exemple ou "Tal toul dems".

- Tamiok (le~, un~) : Arme ancestrale mélanésienne (casse-tête de formes variées). Désigne aussi communément une petite hache.

- Taper la wère /Taper la pine : Pinailler. Adopter un comportement indésirable. Ne rien glander. Exemples : "- Mais on le voit plus mon con de Kévin en ce moment. - Ben tu connais, depuis qu'il est avec sa vieille il tape la ouère" ; "- Et ton camarade Charles-Edouard ? A-t-il de bons résultats à l'école ? - Awa mam, Charlou il tape la ouère en classe"

- Taper la pine : Se masturber, peut avoir la même signification que "Taper la ouère".

- Taule : Dans l'expression : « Il roulait à la taule !!! », taule veut dire : rouler à tombeau ouvert. S'utilise dès qu'il est question d'aller extrêmement vite. Mais être « à la taule » signifie avoir la forme. Boire à la taule, boire à la canette[réf. nécessaire].

- Tcha ! : Mot mélanésien. Interjection pour commander au silence ou marquer sa désapprobation. Employé par les Mélanésiens mais aussi par les autres communautés. Prononcé également tché ou tchi en allongement vocalique pour signifier un dégoût ou un agacement. En xârâcùù, langue Kanak, « ca » [tcha] est une « exclamation marquant l'impatience… ».

- Tolé: Qui signifie un petit bateau en tole (aluminium)
- Tinkyoubien : Le thank you anglo-saxon calédonisé : merci bien. Au supermarché on remercie la vendeuse : « tinkyou ou tinkyoubien ! ».

- Topette : Bouteille de bière. « Awa, frère, paye ta topette glacée, là ! »

- Tool : Nouvel équivalent de tata employée par les jeunes. Peut être utilisé avec d'autres expressions : "ok, tal tool ", pour dire au revoir. S'orthographie plutôt toul' (abréviation de "tout le mânde" = "tout le monde"). "tal' toul " = "au revoir, tout le monde"

- Touque : Du nom du récipient métallique servant à la conservation de boissons ou de produits divers, et très utilisées en Nouvelle-Calédonie au point d'être en quelque sorte devenu une unité de mesure notamment utilisée en cuisine.

- Trapard : Requin en général. Utilisé lorsque l'on ne donne pas de précision sur le type de requin comme : pointes blanches, tigre, ou marteau par exemple. Voir l'expression « Dans la passe c'est bleu de trapards ! » qui signifie : Il y a énormément de requins dans la passe.

- Un coup : Souvent utilisé pour souligner une action. "Passe un coup le soyo" pour "Passe-moi le soyo".

- Valable : Prononcer va-lab. Choc, terrible, énorme, super, génial, mystique...

- Va baigner : Va-t-en ! « Tu m'énerves, va baigner ! ». Va prendre ta douche.

- Voilà lui ! : Ça y est ! C'est ça ! C'est fait ! Je l'ai trouvé ! Le voilà ! Origine : parler français des Mélanésiens.

- Vout vout : Onomatopée créée par Bernard Berger dans La Brousse en folie pour décrire le bruit de la claquette lancée par Tonton Marcel. Maintenant employé pour désigner les claquettes. Quand le chien fait une bêtise ou refuse d'obéir : « Lôngin ! Tu vas recewoir ma vout vout t'vas woir là ! »
- Wabaea : Expression originaire de l'île de Maré signifiant un étonnement,une stupéfaction ou une déception cela dépend du contexte. Ex: wabaea mais c'est qui ça?

- Wanamatcha ! : Mot mélanésien. Exclamation, étonnement ou frayeur. De l'île d'Ouvéa (iaai ou uvea)

- Wet' : Terme désignant la population autochtone de Nouvelle-Calédonie, un wet' ou kanak signifie mélanésien.

- Yossi ! : Très courant chez les Mélanésiens. Surprise, admiration, contrariété. Ce mot désigne, lui, le sexe de la femme en langue Drehu de Lifou.

- Zoreil : Désigne un métropolitain fraîchement débarqué (souvent reconnaissable à son parler). Par le sens général que les Calédoniens lui donnent, ce mot pourrait être assimilé à l'expression pied tendre. C'est un terme souvent péjoratif mais qui peut être juste moqueur, voire affectueux. Un Calédonien faisant trop de manières se verra traiter de zoreil. Exemple : à table l'invité fait la grimace parce qu'un détail le chiffonne, réponse des convives : « Hé mais arrête un peu de faire ton zoreil làààà... ». L'origine du mot est difficile à déterminer, mais vient très probablement des Antilles ou de la Réunion où il est aussi employé dans des contextes équivalents. C'est un terme qu'on évitera d'utiliser trop à la légère, certaines personnes y sont plus sensibles que d'autres.